# Milouš Kvaček
Milouš Kvaček (19. listopadu 1933 – 14. května 2010) byl český fotbalista, útočník a fotbalový trenér.

## Fotbalová kariéra
Jako hráč začínal v Mladé Boleslavi. V Hradci Králové působil od roku 1957 do roku 1964 a získal roku 1960 historický titul mistra, jediný v dějinách klubu a první, který v československé lize putoval mimo Prahu a Bratislavu. Od roku 1964 do roku 1966 působil v Jablonci. V sezóně 1966–67 působil jako hrající trenér v australském týmu Sydney Prague. V sezóně 1967–68 končil aktivní kariéru jako hráč Slovanu Liberec. V lize odehrál 141 utkání a vstřelil 52 branek.

## Ligová bilance
| Ročník                                   | Zápasy | Góly | Klub                   |
| ---------------------------------------- | ------ | ---- | ---------------------- |
| Přebor československé republiky 1954     | 3      | 2    | Křídla vlasti Olomouc  |
| 1. československá fotbalová liga 1957/58 | -      | 13   | Spartak Hradec Králové |
| 1. československá fotbalová liga 1959/60 | 24     | 15   | Spartak Hradec Králové |
| 1. československá fotbalová liga 1960/61 | 21     | 6    | Spartak Hradec Králové |
| 1. československá fotbalová liga 1961/62 | 25     | 7    | Spartak Hradec Králové |
| 1. československá fotbalová liga 1962/63 | 22     | 5    | Spartak Hradec Králové |
| 1. československá fotbalová liga 1963/64 | 16     | 4    | Spartak Hradec Králové |
| CELKEM 1. liga                           | 141    | 52   |                        |

## Trenérská kariéra
Jako trenér vedl Mladou Boleslav, od začátku osmdesátých let pracoval pro fotbalový svaz. Dvakrát po sobě dovedl reprezentaci do 18 let ke stříbrným medailím na mistrovství Evropy, v roce 1983 v Mexiku postoupil s dvacítkou do čtvrtfinále mistrovství světa této kategorie. Pod jeho taktovkou začínali na mezinárodní scéně mj. Skuhravý, Hašek, Bílek nebo Kubík. V letech 1985–1987 vedl československou reprezentaci do 21 let, vedl i olympijskou reprezentaci, byl asistentem u reprezentace a také trénoval v Malajsii a Singapuru.